# De zingende draad
De zingende draad (Le Fil qui chante) is het zevenenveertigste album uit de Lucky Luke-stripreeks. Het is geschreven door René Goscinny en getekend door Maurice de Bevere (Morris) in 1977. Het album is uitgegeven door Dargaud en het is het zestiende album in de Dargaud-reeks.

## Inhoud
Er moet een telegraaflijn worden aangelegd tussen Carson City en Omaha. De ingenieurs, James Gamble en Edward Creighton, nemen allebei een helft voor hun rekening, waarbij ze elkaar ontmoeten in Salt Lake City. Er wordt een weddenschap gehouden wie het eerst met de telegraaflijn in Salt Lake City aankomt. De winnaar krijgt een premie van 100.000 dollar. Lucky Luke wordt door Gamble gevraagd de reis mee te maken als ploegbaas van de werkploeg, wat hij aanneemt.
Willard Bradwell, de sinistere ploegbaas van Creightons werkploeg, wil er zeker van zijn dat zijn ploeg de weddenschap wint zodat hij er met het geld vandoor kan gaan. Daarom huurt hij een crimineel in, die zich laat inschrijven bij Gambles werkploeg en de werkzaamheden saboteert. Door de vindingrijkheid van Lucky Luke weet de werkploeg, ondanks de sabotage, helemaal in de zoutwoestijn te komen. Daar ontmaskert Lucky de saboteur, Red Rodgers: een blanke die zich vermomde als indiaan, en rekent hem in.
Door toedoen van de saboteur is de watervoorraad bijna op, wat fataal is in de zoutwoestijn. Gambles werkploeg wordt echter gered door een karavaan van de mormonen van Salt Lake City, waardoor ze die stad toch nog als eerste bereiken. Uiteindelijk wordt er besloten de premie over beide werkploegen te verdelen. Bradwell en Red Rodgers komen in de gevangenis. De telegraafverbinding is aangelegd en Lucky Luke gaat weer op pad.

## Trivia
- De personages Buffalo Bill, James Gamble, Edward Creighton, Hiram Sibley, Brigham Young en Abraham Lincoln uit de strip hebben echt bestaan.